# Чебрець Кондратюка
Чебрець Кондратюка (Thymus kondratjukii) — вид рослин родини глухокропивові (Lamiaceae), ендемік України.

## Опис
Напівкущик, 3–15 см заввишки. Вегетативні пагони сланкі, 3–8 см завдовжки; генеративні пагони опушені відігнутими униз волосками 0.3 мм завдовжки. Листки черешкові, видовженоеліптичні, 6–10(15) × 1–2 мм, голі, біля основи — 3–4 пари війок, жилки знизу добре видно, залозки крапчасті, рясні, великі. Загальне суцвіття головчасте, компактне. Квітки у несправжніх мутовках. Чашечка зрослолисткова, 4 мм завдовжки. Віночок зрослопелюстковий, двогубий, рожевий, 5–6 мм завдовжки. Плід — чотиригорішок, горішки яйцеподібні, майже гладкі. Квіти: червень і липень; плоди: липень і серпень.

## Поширення
Ендемік України.
Населяє відслонення крейди — росте на південному сході України (дуже рідко). Популяції нечисленні.

## Загрози та охорона
Загрозами є природно-історична рідкість, випасання худоби, створення кар'єрів для добування крейди.
Ареал перебуває у межах ПЗ «Крейдяна флора» й ЗМ «Верхньосамарський».